# Mainz-Hechtsheim
Hechtsheim ist ein Ortsbezirk der rheinland-pfälzischen Landeshauptstadt Mainz.
Er ist mit 1384 Hektar der flächenmäßig größte Ortsbezirk der Stadt. Bis in die 1950er- und 1960er-Jahre erstreckte sich die Hechtsheimer Gemarkung sogar mit 1510 Hektar bis an den Landwehrweg in Mainz-Oberstadt; auf diesen Flächen entstanden zum Beispiel die Berliner Siedlung und die Bauten auf benachbarten Flächen. Die nunmehr im Süden der Oberstadt gelegene Nordstraße war ursprünglich die nördlichste bewohnte Straße von Hechtsheim.

## Geographie

### Geographische Lage
Mainz-Hechtsheim ist einer der südlichen Stadtteile von Mainz und befindet sich in einer von Süden nach Norden abfallenden Talsenke (zwischen 175 m ü. NHN und 130 m ü. NHN), der höchste Punkt ist die Laubenheimer Höhe mit 196 m ü. NHN. Die kath. Pfarrkirche St. Pankratius befindet sich auf einer Höhe von 168 m ü. NHN, die Ortsverwaltung auf 148 m ü. NHN. Mitten durch Hechtsheim, jedoch zwischen Militärstraße und Autobahntunnel voll kanalisiert, fließt der Schinnergraben, ab Gemarkungsgrenze Bretzenheim als Wildgraben.

### Nachbarstadtteile und -gemeinden
Folgende Gemeinden bzw. Mainzer Stadtteile grenzen im Uhrzeigersinn an Hechtsheim:
im Norden Mainz-Oberstadt, im Nordosten Mainz-Weisenau, im Osten Mainz-Laubenheim, im Südosten Bodenheim, im Süden Mainz-Ebersheim, im Südwesten Klein-Winternheim, im Westen Mainz-Marienborn und im Nordwesten Mainz-Bretzenheim.

## Geschichte
Am 17. Mai 808 wurde Hehhidesheim erstmals schriftlich durch das Kloster Fulda erwähnt. Es dürfte wie andere „-heim“-Orte in Rheinhessen aber schon früher entstanden sein.
In den folgenden Jahrhunderten ändert sich der Name mehrmals, über Hehedesheim (1100), Hechesheim (1261), Hexheim (1262), Hechdensheim (1274), Hechisheim (1280), Heckesheim (1303), Hegsheim (1485) und im Jahre 1650 schließlich wird Hechtsheim daraus. In der Mainzer Mundart lautet der Name bis heute Hexem.

### Bis zur fränkischen Epoche
Seit dem 4. Jahrtausend v. Chr. künden zahlreiche Siedlungsspuren in der Hechtsheimer Gemarkung davon, dass die fruchtbaren Böden und reichlichen Wasservorräte hier schon immer Menschen zur Niederlassung angeregt haben.
In römischer Zeit entstanden mehrere villae rusticae, das sind verstreut liegende Einzelhöfe, deren Aufgabe es war, für das Legionslager und die Provinzhauptstadt Mogontiacum Nahrungsmittel zu produzieren. Dort wirtschafteten Romanen und romanisierte Kelten.
Im Laufe des 5. Jahrhunderts dünnte die ländliche Besiedlung langsam aus, weil Germanen immer wieder die römischen Grenzbefestigungen überwanden und die Stadt Moguntiacum und weite Teile des Grenzlandes zerstörten. Die letzten Jahre der römischen Herrschaft am Rhein endeten um die Mitte des 5. Jahrhunderts, als die Macht der römischen Zentralregierung am Rhein endgültig dahingeschwunden war.
Die Menschen flohen aus ihren ungeschützten Höfen, die villae rusticae wurden verlassen.
Am Ende des 5. Jahrhunderts waren die ländlichen Gebiete zwar nicht völlig verlassen, aber die während der Römerzeit blühenden Landschaften hatten doch großen Schaden genommen. Die einheimische gallorömische Bevölkerung fristete im Vergleich zu früheren Zeiten ein eher kümmerliches Dasein.
Aber schon in den Jahren um 500 n. Chr. wurde das Hechtsheimer Gebiet durch die Franken neu besiedelt.

### Beginn der mittelalterlichen Besiedlung in Hechtsheim

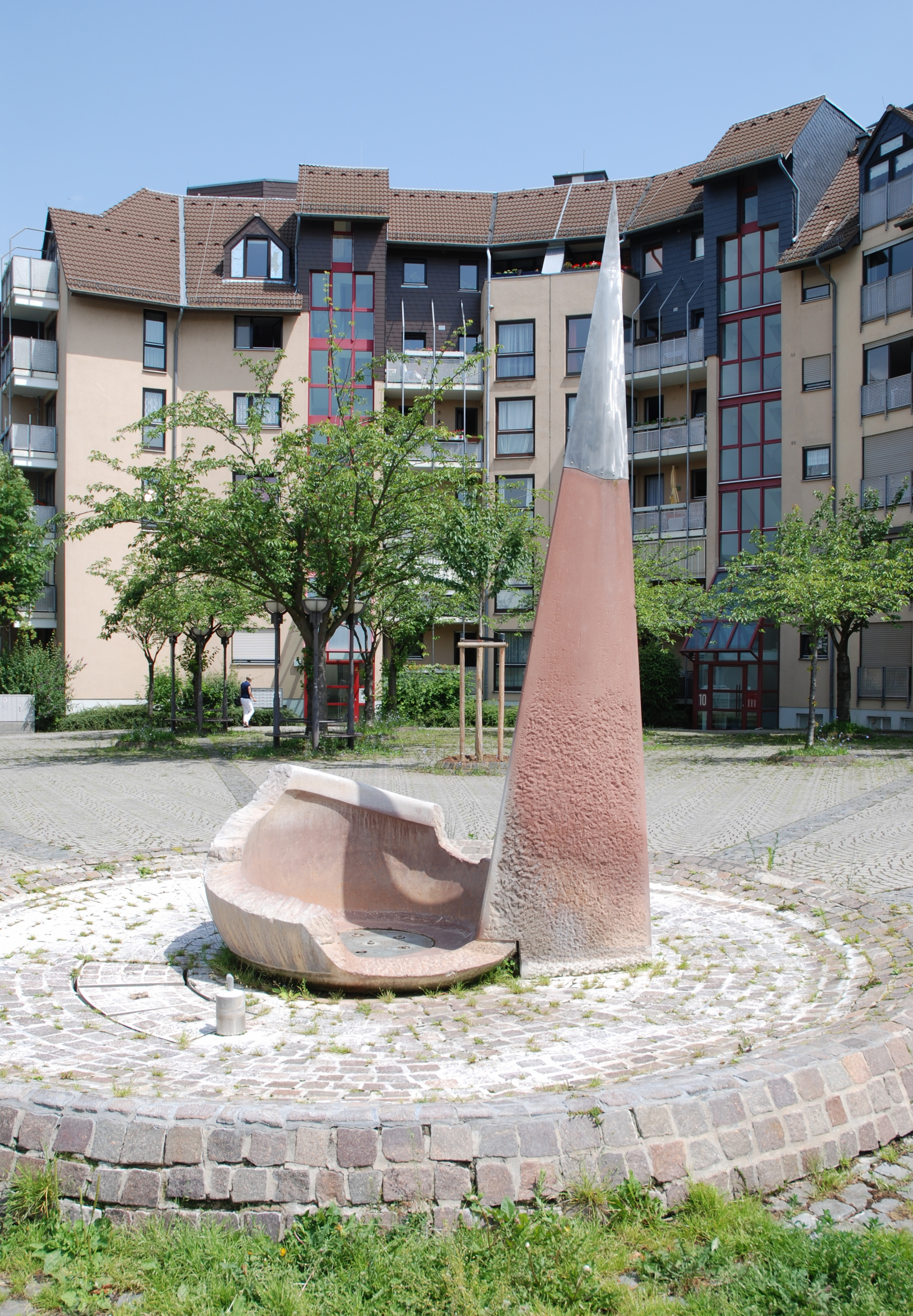
Brunnen (1994) von Erwin Mosen. Standort: Auf dem Hewwel (Frankenhöhe)

In der Hechtsheimer Gemarkung gibt es Spuren von drei fränkischen Gräberfeldern: Auf der Hechtsheimer Höhe, seitdem genannt Frankenhöhe, konnten zwischen 1980 und 1983 etwa 300 Gräber aus der Zeit um 500 bis in die 2. Hälfte des 7. Jahrhunderts n. Chr. von der Mainzer Landesarchäologie unter Leitung von Dr. Gerd Rupprecht ausgegraben werden.
Die älteste urkundliche Erwähnung Hechtsheims steht in einer Schenkungsurkunde an das Kloster Fulda vom 17. Mai 808. Von Dulcinesheim, einem später teilweise in Hechtsheim aufgegangenen Dorf, hat sich eine noch etwas ältere aus dem Jahre 782 in einer Schenkung an das Kloster Lorsch erhalten.
Eine Brunnenskulptur von Erwin Mosen auf dem „Hewwel“ (siehe Abbildung) erinnert daran, dass hier auch zahlreiche Waffen, Pfeilspitzen und zerbrochene Keramikgefäße aus fränkischer Zeit gefunden wurden.
Von einem zweiten Gräberfeld an der Ecke Heuer-/ Ringstraße kamen vor etwa 100 Jahren einige Funde zutage. Ein drittes ist im Bereich der St. Pankratiuskirche zu vermuten. Auf diesen Friedhöfen bestatteten die Bewohner der jeweils in unmittelbarer Nähe liegenden Hofstellen ihre Toten. Von einer 4. Hofstelle im heutigen Gemarkungsbereich hat sich nur der Name Dulcinesheim erhalten; sie hat im Süden Hechtsheims gelegen.
Im Laufe des Mittelalters entwickelte sich unterhalb der St. Pankratiuskirche aus den beiden sich an dem Wasserlauf des Schinnergrabens gegenüberliegenden Hofstellen ein Dorf, zu dem die Bewohner der beiden anderen Hofstellen, derjenigen unterhalb der Frankenhöhe und derjenigen mit Namen Dulcinesheim, umsiedelten.

### Spätes Mittelalter und Neuzeit
Im Laufe des Mittelalters entwickelte sich Hechtsheim zu einem Dorf mit einer der größten Gemarkungen in Rheinhessen und wurde mit einer Wall- und Grabenbefestigung umwehrt. Schon seit der Römerzeit wird in Rheinhessen Wein angebaut; eine Urkunde vom 8. April 1190 nennt einen Weinmarkt in Hechtsheim. Hechtsheim gehörte zum Besitz des Erzbistums Mainz, das es als Lehen vergab; über verschiedene Zwischenstationen geriet es durch Erbfolge 1420 an die Grafen von Ysenburg. Diese führten im 16. Jahrhundert in Hechtsheim die Reformation ein. 1559 war Graf Reinhard von Isenburg im alleinigen Besitz von Hechtsheim. In der Folge verpfändeten die von Isenburg die Orte Hechtsheim und Weisenau an die Grafen von Schönburg auf Wesel. Bei der Rückkehr unter die Herrschaft des Erzbistums 1659 wurde die Gemeinde wieder katholisch. Nach dem von Napoleon veranlassten Gesetz der Religionsfreiheit von 1802 gab es allmählich wieder evangelische Hechtsheimer; im Jahre 1909 wurde eine evangelische Kirchengemeinde gegründet.
1797 wurde das Linke Rheinufer und somit auch Hechtsheim durch den Frieden von Campo Formio und die Folgen daraus der französischen Republik zugesprochen. Es entstand das neue Département du Mont-Tonnerre (Département Donnersberg). Hechtsheim gehörte nun bis 1814 zu Frankreich. Nach der Napoleonzeit kam Hechtsheim als Teil der neu entstehenden Provinz Rheinhessen zum Großherzogtum Hessen-Darmstadt. Das Großherzogtum wurde mit der Absetzung des amtierenden Großherzogs Ernst Ludwig am 9. November 1918 durch den Darmstädter Arbeiter- und Soldatenrat der republikanische Volksstaat Hessen. Hechtsheim gehörte bis Kriegsende 1945 zum Volksstaat Hessen.
Nach dem Zweiten Weltkrieg und der erneuten Neuordnung der Region gelangte Hechtsheim als Gemeinde im Landkreis Mainz zu Rheinland-Pfalz. Am 7. Juni 1969 wurde Hechtsheim mit fünf weiteren Vororten in die Stadt Mainz eingemeindet. Bereits in den Jahren 1929 und 1930 gab es Gespräche über eine Eingemeindung nach Mainz, die damals noch scheiterten.

### Einwohnerentwicklung
Im Jahre 1810 gab es in Hechtsheim 180 Häuser mit 980 Einwohnern. Seitdem wuchs das Bauerndorf ständig und nahm vor allem an dem Aufschwung seit den 1950er Jahren teil, wie die lebhafte Entwicklung seines Gewerbegebietes, heute des größten in Mainz, unter Beweis stellt. So hatte Hechtsheim 1950 4666 Einwohner, 1960 bereits 5841 und 1968, im Jahr vor der Eingemeindung zu Mainz, 7579 (Daten der Statistikstelle der Stadt Mainz).

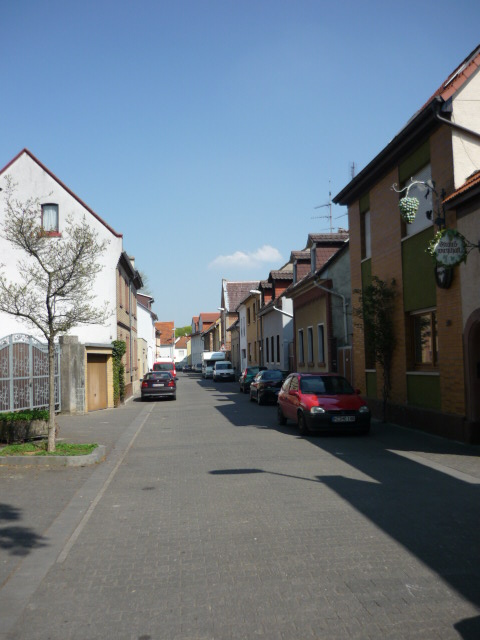
Alt Hechtsheim: Ringstraße
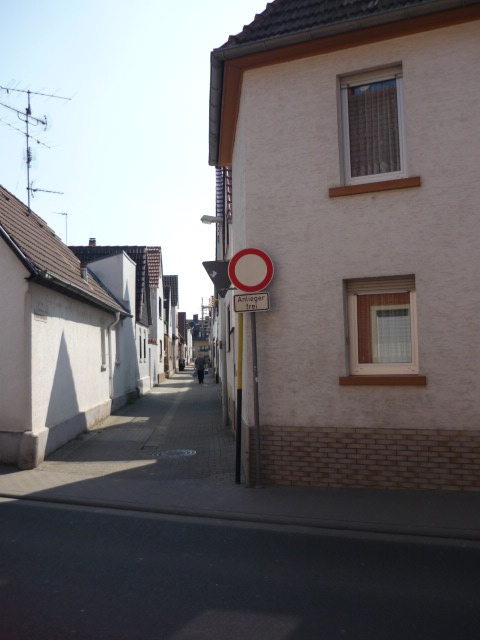
Alt Hechtsheim: Zimmermannsgasse (alte Maurerhäuser)
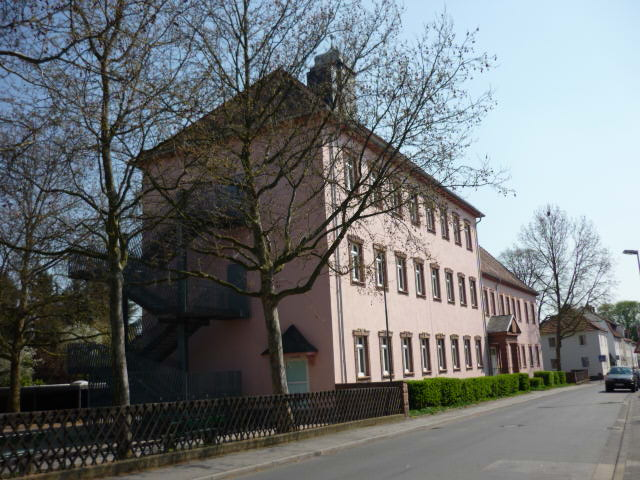
Frühlingsschule (ehemalige christliche Simultanschule)
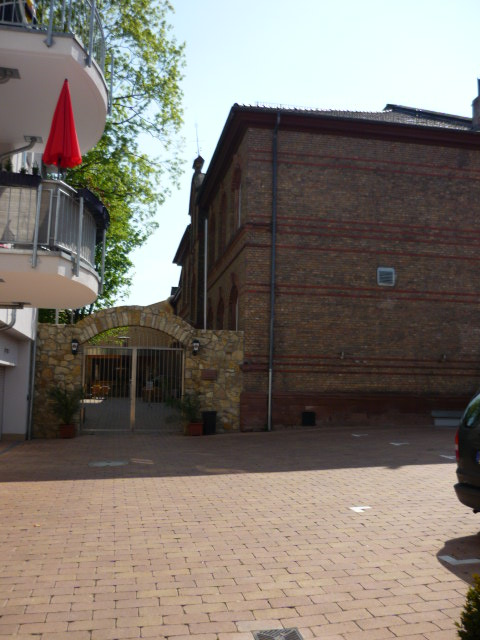
Heuerschule (ehemalige katholische Bekenntnisschule)

### Religionen

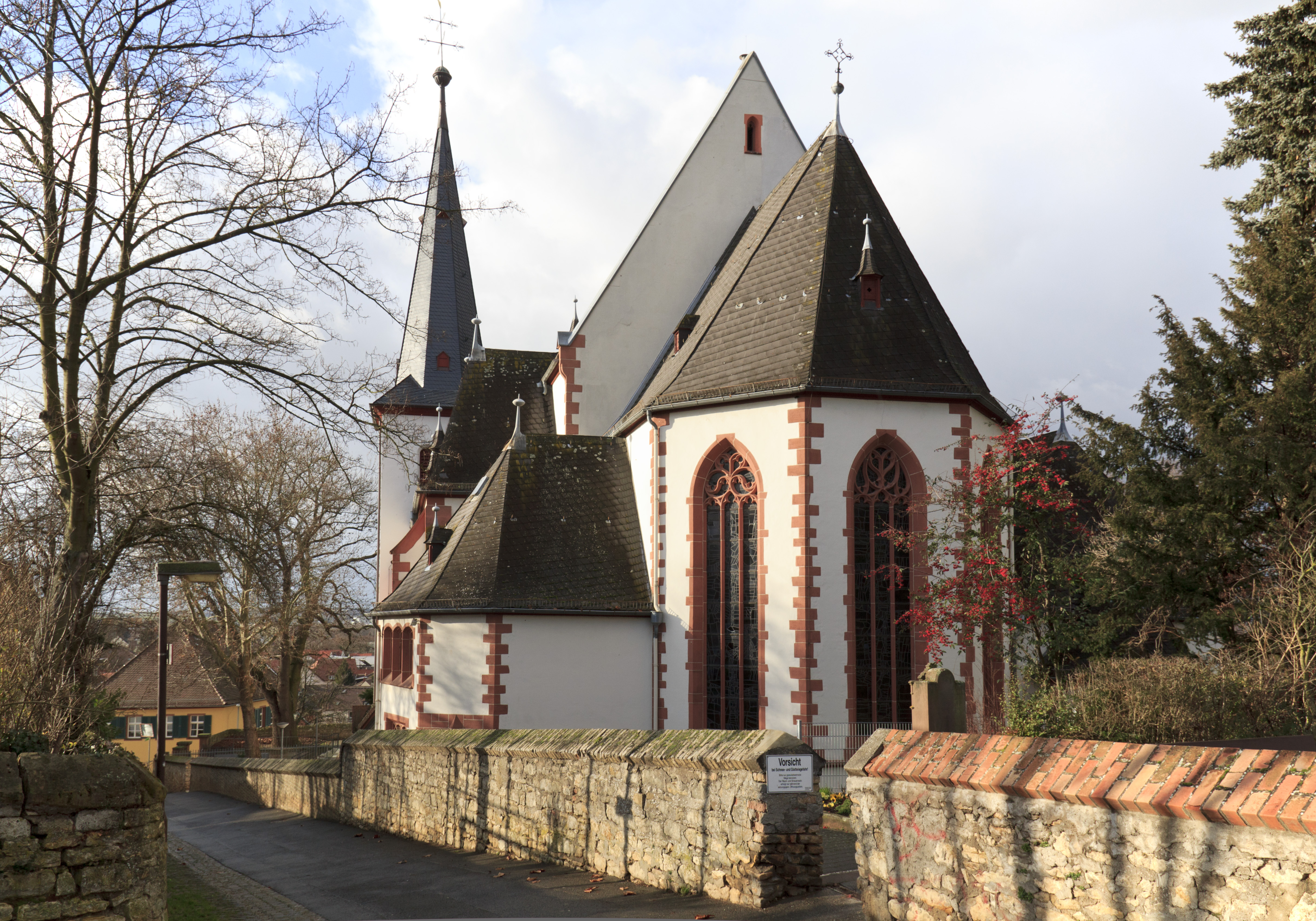
Katholische Pfarrkirche St. Pankratius

#### Die katholische Gemeinde
Die katholische Pfarrgemeinde St. Pankratius in Mainz-Hechtsheim gehört zum Bistum Mainz, Dekanat Mainz-Stadt. Sie wurde vermutlich im Frühmittelalter gegründet. Die Pfarrkirche St. Pankratius liegt auf einer Anhöhe oberhalb des Hechtsheimer Ortskerns. Ein barocker Teil stammt von 1752. 1901 erfolgte eine Erweiterung um einen östlichen Anbau im Stil der Neugotik.  Ältester Teil ist der nach dem Untersuchungsergebnis der Sächsischen Akademie der Wissenschaften zwischen 1250 und 1340 errichtete mittelalterliche Kirchturm, der zu einer Vorgängerkirche gehörte. Romanische Spolien am Treppenzugang weisen darauf hin. 1984 erfolgte eine gründliche Außenrenovierung sowie 1998–1999 eine Innenrenovierung einschließlich einer Rekonstruktion/Restaurierung der Siemannorgel von 1928 und des Orgelprospekts des Mainzer Orgelbauers Josef Anton Onimus von 1766. Unterhalb des Gotteshauses befindet sich das barocke Pfarrhaus. Südlich der Kirche liegt das katholische Jugendheim, früher als Schulgebäude genutzt und das ehemalige Schwesternhaus.
Der Kirche angeschlossen ist ein städtischer Friedhof, der vom Wirtschaftsbetrieb der Stadt Mainz unterhalten wird.
1978 wurde ein katholisches Gemeindehaus (Gemeindezentrum) im damaligen Neubaugebiet (Georg-Büchner-Straße) errichtet.

#### Die evangelische Gemeinde
Die anfangs kleine evangelische Gemeinde hatte eine Kapelle in der Schulstraße, der heutigen Peter-Weyer-Straße. Im Jahr 1967 wurde der Grundstein zum neuen Gemeindezentrum gelegt, zu dem auch ein Kindergarten gehört.

#### Mazedonisch-orthodoxe Kirche
- Kirche Heiliger Nikolaus (Mainz-Hechtsheim)

#### Der jüdische Friedhof
Am 10. Juli 1882 genehmigte das großherzogliche Kreisamt, einen Friedhof für die jüdische Gemeinde von Hechtsheim anzulegen. Eine jüdische Gemeinde mit eigener Synagoge gab es bereits seit 1842. Der Friedhof hat eine Fläche von 738 m² und ist in der Heuerstraße angelegt worden. Die letzte Beerdigung fand 1938 statt.

## Politik

### Landesbehörden
Seit 2008 ist das Landesamt für Geologie und Bergbau in Mainz-Hechtsheim die Ausführungsbehörde für das Bergrecht im Land Rheinland-Pfalz.

### Ortsbeirat
Der Ortsbeirat vertritt die Interessen der Hechtsheimer Bewohner. Er ist zu allen wichtigen Belangen, die den Ortsbezirk betreffen, anzuhören, kann jedoch selbst keine Beschlüsse fassen. Seit der Kommunalwahl 2024 sind sechs Parteien im Hechtsheimer Ortsbeirat vertreten, die Sitze sind wie folgt verteilt:
- CDU 5
- SPD 3
- GRÜNE 2
- Freie Wähler 1
- FDP 1
- ÖDP 1

### Ortsvorsteher

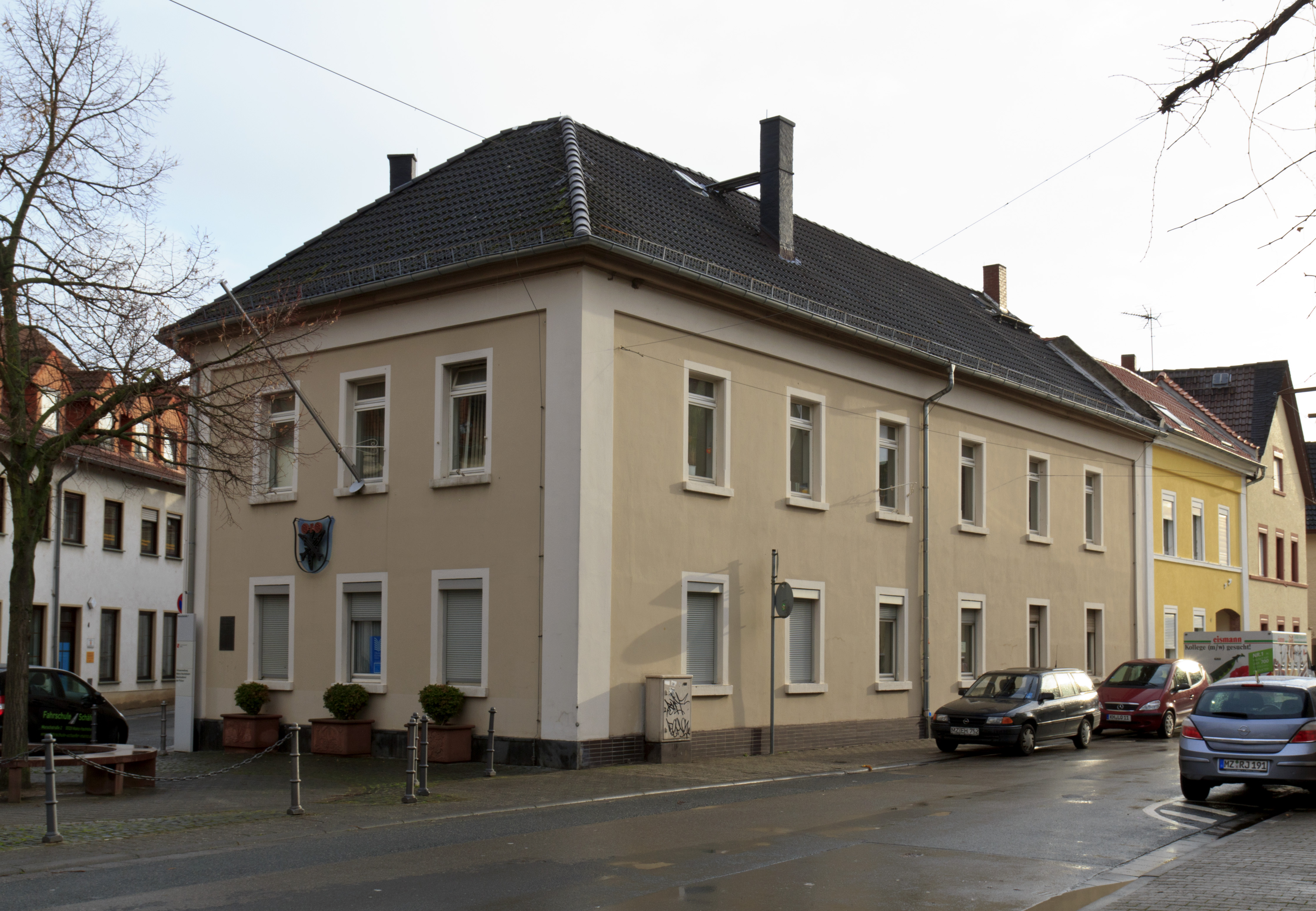
Ortsverwaltung in Alt-Hechtsheim

Ulrike Cohnen (CDU) wurde am 16. März 2023 Ortsvorsteherin von Hechtsheim. Bei der Stichwahl am 5. März 2023 hatte sie sich mit einem Stimmenanteil von 57,3 % gegen Ylva Dayan (SPD) durchgesetzt, nachdem bei der Direktwahl am 12. Februar 2023 keine der ursprünglich sechs Bewerbungen die erforderliche Mehrheit erreicht hatte. Bei der Stichwahl am 23. Juni 2024 konnte sich Ulrike Cohen erneut gegen Ylva Dayan durchsetzen, bei dieser Wahl erreichte sie einen Stimmenanteil von 58,9 %. Im ersten Wahlgang am 9. Juni konnte keine der fünf Bewerbungen die absolute Mehrheit erreichen.
Cohnens Vorgängerin Tatiana Herda Muñoz (SPD) hatte sich am 16. Juni 2019 ebenfalls in einer Stichwahl gegen den bisherigen Amtsinhaber Franz Jung (CDU) durchgesetzt. Am 11. November 2022 legte sie das Amt aus persönlichen Gründen vorzeitig nieder, wodurch die Neuwahl erforderlich wurde. Übergangsweise übernahm die Stellvertretende Ortsvorsteherin Birgit Zehe-Clauß (FDP) geschäftsführend die Aufgaben.

#### Ehemalige Bürgermeister und Ortsvorsteher
| Bürgermeister   | Braunwarth                  | 1831–1862 |
| Bürgermeister   | Klein                       | 1862–1884 |
| Bürgermeister   | Bauer                       | 1884–1890 |
| Bürgermeister   | Kerz                        | 1890–1904 |
| Bürgermeister   | Schmitt                     | 1904–1913 |
| Bürgermeister   | Keim                        | 1913–1925 |
| Bürgermeister   | Peter Weyer                 | 1925–1933 |
| Bürgermeister   | Willy Hitter (SPD)          | 1945–1946 |
| Bürgermeister   | Heinrich Dreibus (CDU)      | 1946–1969 |
| Ortsvorsteher   | Willi Knödler (SPD)         | 1969–1974 |
| Ortsvorsteher   | Georg Schrank (CDU)         | 1974–1978 |
| Ortsvorsteher   | Franz Johann Veith (CDU)    | 1978–1989 |
| Ortsvorsteher   | Hans Stenner (CDU)          | 1989–2004 |
| Ortsvorsteherin | Ursula Groden-Kranich (CDU) | 2004–2014 |
| Ortsvorsteher   | Franz Jung (CDU)            | 2014–2019 |
| Ortsvorsteherin | Tatiana Herda Muñoz (SPD)   | 2019–2022 |

### Wappen

Hechtsheimer Wappen

#### Wappen heute
Das Wappen von Hechtsheim hat einen blauen Hintergrund, zeigt „redend“ drei Hechte in Sternform und das Mainzer Rad, das oben auf einer Schwanzflosse ruht. Ein Hecht erscheint schon auf dem ältesten bekannten Siegel 1597. Im 17. Jahrhundert erscheinen die drei Fische in einer Sternform. Die Räder von Mainz erscheinen im frühen 19. Jahrhundert, zuerst auf den lokalen Siegeln.

#### Wappen 1956
Im späten 19. Jahrhundert wurde drei Hechte als Buchstabe H dargestellt. 1956 wurde das Wappen immer noch in den Farben von Mainz in der H-Form präsentiert. Im frühen 21. Jahrhundert wurde die Sternform wiederhergestellt.

### Bauwerke

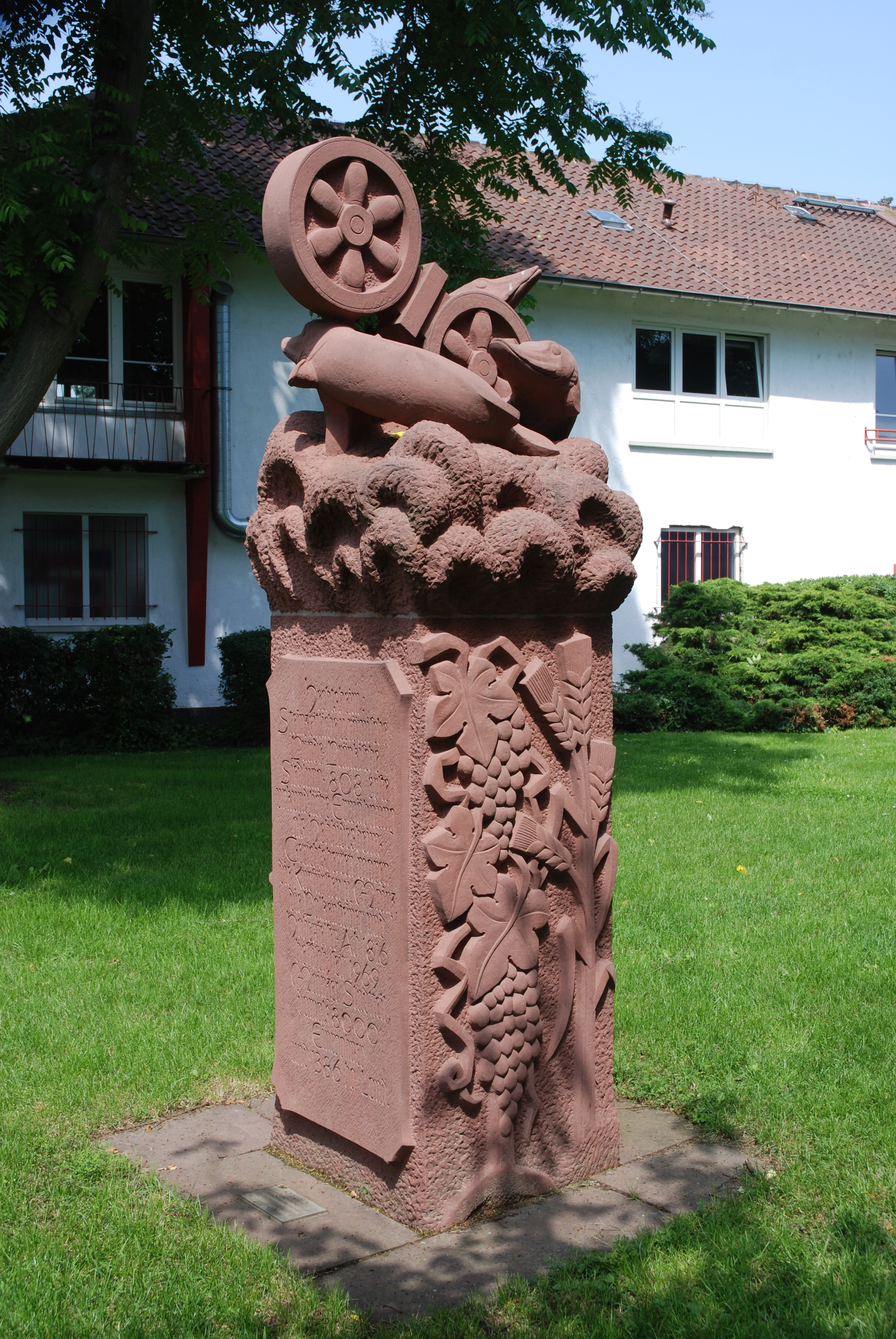
Bürgerdenkmal (1982) von Erwin Mosen

Im alten Ortskern befindet sich das alte Rathaus mit dem wohl zweitältesten Hechtwappen über der Tür.
Auch das 2,60 m hohe Bürgerdenkmal von Erwin Mosen (siehe Abbildung) vor der Freiwilligen Feuerwehr Mainz-Hechtsheim
erinnert an den Weinanbau in Hechtsheim und, in der Bekrönung, an die drei Hechte und das Mainzer Rad im Wappen.
Zur katholischen Kirche St. Pankratius wird auf die obigen Ausführungen verwiesen („Die katholische Gemeinde“).

### Regelmäßige Veranstaltungen
- Weinprobiertage im Frühjahr
- Brunnenfest
- Feuerwehrfest
- Reitturnier
- Weinfest im Kirchenstück (1. Juliwochenende)
- Kirchweihfest und Kerb (1. Wochenende im September)
- Winzertage (2. Wochenende im September)
- Mainzer Oktoberfest (auf dem Mainzer Messegelände in Hechtsheim)
- Weihnachtsmarkt
- Hewwelfest
- Ökumenisches Sommerfest

## Wirtschaft und Infrastruktur

### Weinbau
Siehe: Weinbau in Mainz

### Unternehmen
- Brezelbäckerei Ditsch
- IBM Deutschland[17]
- Kühne + Nagel Niederlassung Mainz
  - übernahm Spedition G.L. Kayser
- Dilas Diodenlaser

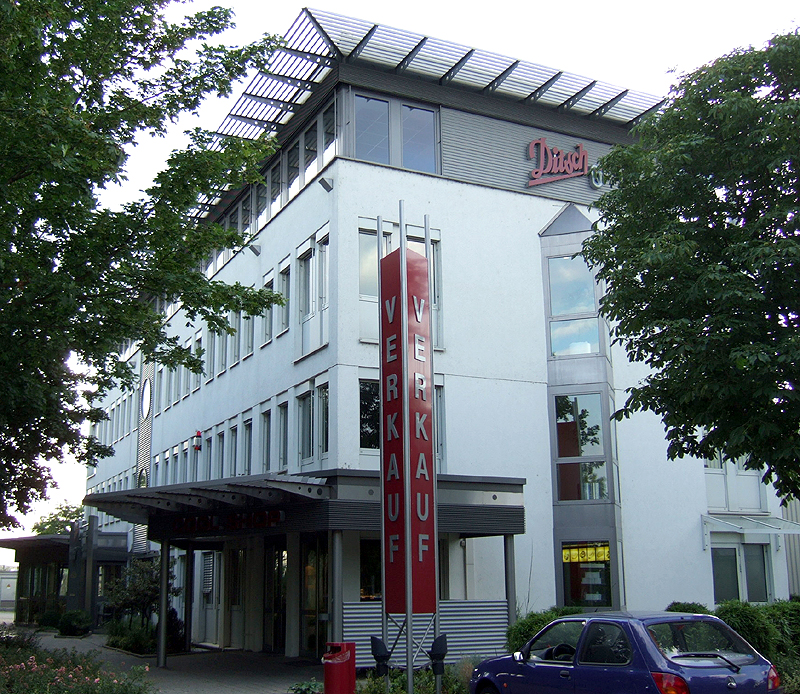
Ditsch Hauptsitz im Hechtsheimer Gewerbegebiet

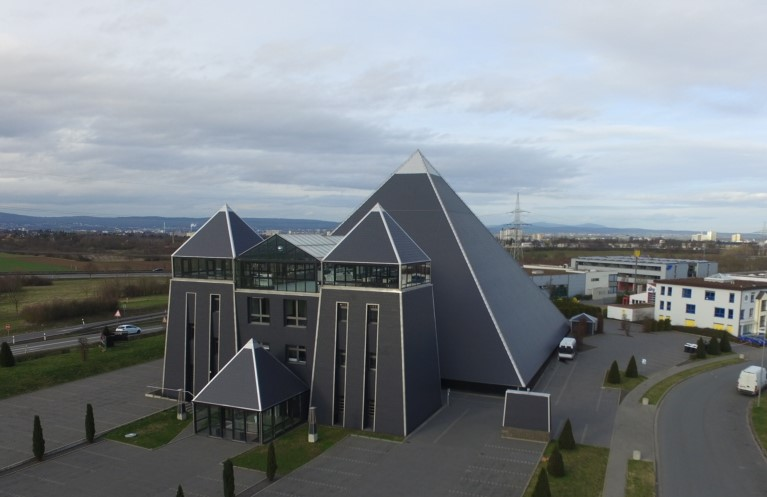
Veranstaltungszentrum Pyramide

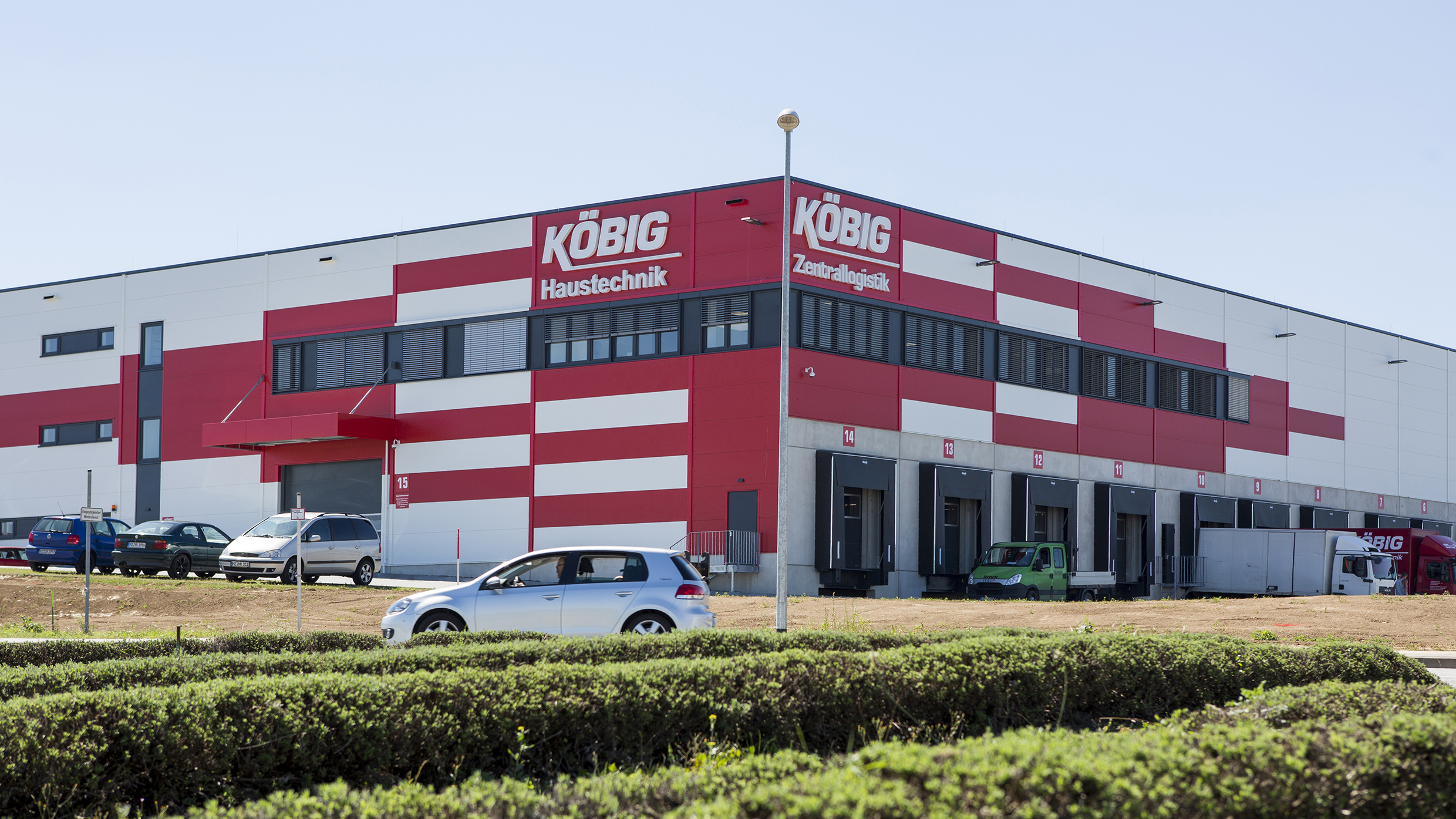
Haustechnik-Zentrallager Koebig

- Briefzentrum (Deutsche Post AG) Postleitregion 55
- Messeplatz der Mainzer Messe Gesellschaft
- GCF (Grands Chais de France), bis 2008 Sektkellerei Kupferberg, seither als Weinkellerei HxM firmierend;[18] GCF mit Hauptsitz im elsässischen Petersbach ist der größte Weinerzeuger Europas[19]
- Deutsche Anlagen-Leasing
- Möbel Martin Mainz
- Energiepark Mainz
- Gustav-Stresemann-Wirtschaftsschule
- DEUBLIN Company, der weltweit größte Hersteller von Drehdurchführungen
- Köbig Haustechnik-Zentrallager
- Hermes Logistikzentrum
- Phytec Messtechnik
- Fraunhofer-Institut für Mikrotechnik und Mikrosysteme

### Verkehr
Hechtsheim ist an den Mainzer Autobahnring (A 60) angebunden; über das unweit des Ortsbezirks gelegene Autobahnkreuz Mainz-Süd ist auch die A 63 Richtung Alzey erreichbar.
Die Gaustraße wurde zwischen 1820 und 1830 angelegt und führt von Mainz nach Worms, sie entspricht heute weitgehend der Landesstraße 425, auch Rheinhessenstraße genannt.
Neben den Straßenbahnlinien befahren auch mehrere Buslinien der Mainzer Mobilität Hechtsheim. Durch die zum Fahrplanwechsel im Dezember 2019 eingeführte Linie 74 existiert erstmals eine Direktverbindung in die Mainzer Stadtteile Bretzenheim, Gonsenheim und Mombach, die nicht erst durch die Innenstadt führt. Zum 1. April 2022 entsteht zudem eine Direktanbindung aus der Mainzer Innenstadt über Hechtsheim in die Verbandsgemeinde Bodenheim.

#### Geschichte der Hechtsheimer Straßenbahn

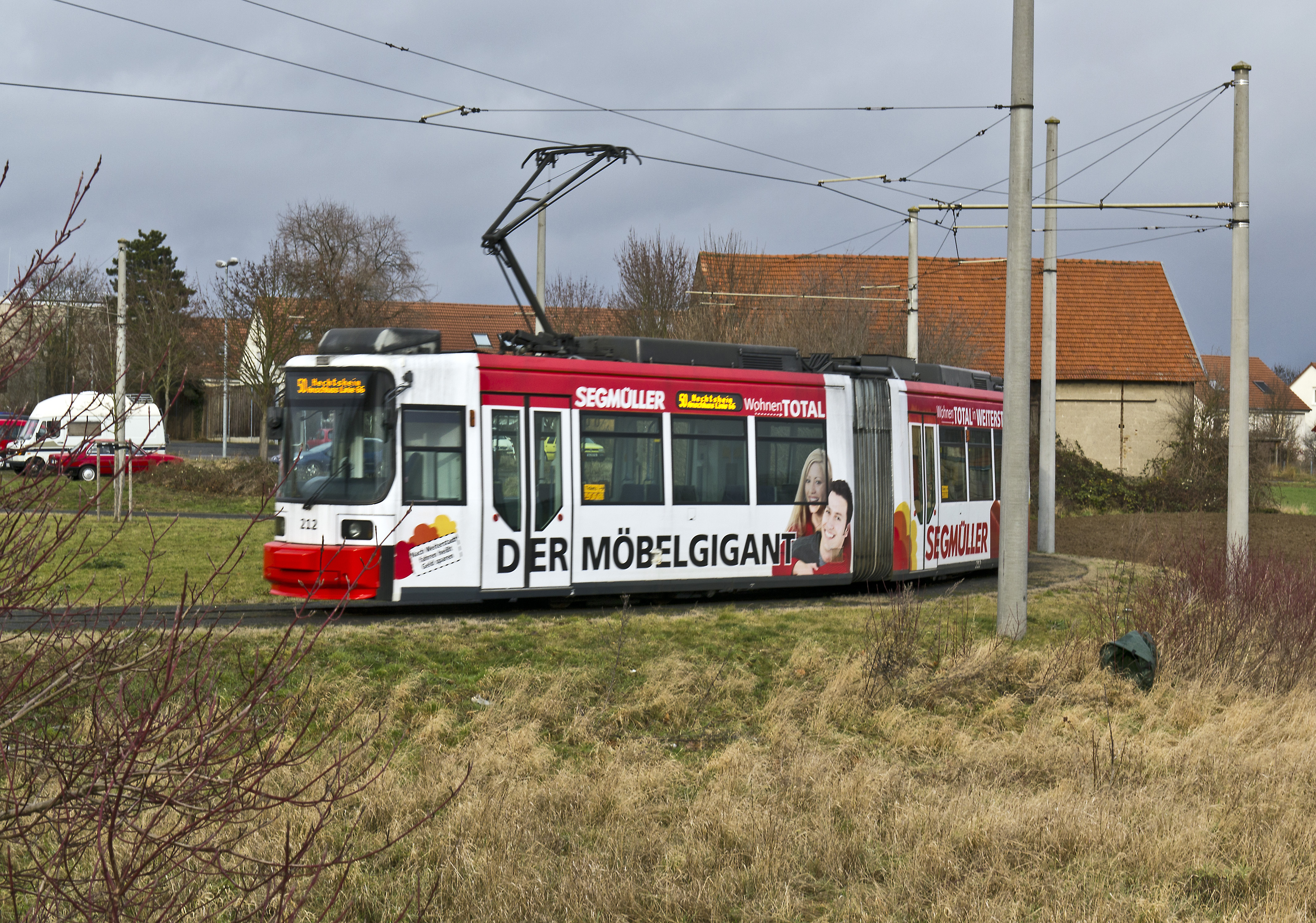
Linie 50 an der Hechtsheimer Wendeschleife

Als Vorläufer der Verkehrsanbindung an Mainz wurde im Jahr 1881 eine Postagentur eingerichtet. Zum regelmäßigen Verkehr wurden „Pferdeomnibusse“ eingesetzt, die täglich je zweimal verkehrten. Mit der Einführung der Straßenbahn (Pferdebahn) wurde 1883 die Verkehrsverbindung nach Mainz verbessert. Im Jahr 1891 schuf man eine Dampfbahnlinie der Süddeutschen Eisenbahn-Gesellschaft von der Innenstadt, beginnend am Fischtor, über die Große Bleiche, die Binger Straße über Zahlbach und Bretzenheim nach Hechtsheim (7,5 km), die jedoch wegen der weiten Streckenführung und den relativ hohen Fahrtkosten wenig attraktiv war. Die Stadt Mainz übernahm 1919 die Dampfbahn, 1922 wurde mit dem Neubau der Strecke zum Schillerplatz begonnen, lediglich der alte Streckenabschnitt bis zum Jägerhaus blieb erhalten. Im Juni 1923 wurde die neue elektrische Straßenbahn (Linie 5) eingeweiht. Die im Jahre 1929 begonnenen Eingemeindungs-Verhandlungen sahen auch die Hechtsheimer Forderung vor, kürzere Taktzeiten bei der Straßenbahn einzuführen, einen Warteraum an der Endhaltestelle zu errichten und die Tarife zu senken.
Seit der Erweiterung des Mainzer Straßenbahnnetzes (Mainzelbahn) Ende 2016 wird Hechtsheim von drei der fünf Mainzer Straßenbahnlinien bedient, von der Linie 50 (Hechtsheim/Bürgerhaus – Finthen/Römerquelle), der Linie 52 (Hechtsheim/Am Schinnergraben – Bretzenheim/Bahnstraße) und der Linie 53 (Hechtsheim/Bürgerhaus – Lerchenberg/Hindemithstraße). Dadurch ergaben sich für Hechtsheim auch bessere Anbindungen: Die neue Linie 53 fährt von der Wendeschleife Bürgerhaus über den Hauptbahnhof und die Universität/Hochschule Mainz, Bretzenheim, Marienborn zum Stadtteil Lerchenberg.

## Persönlichkeiten

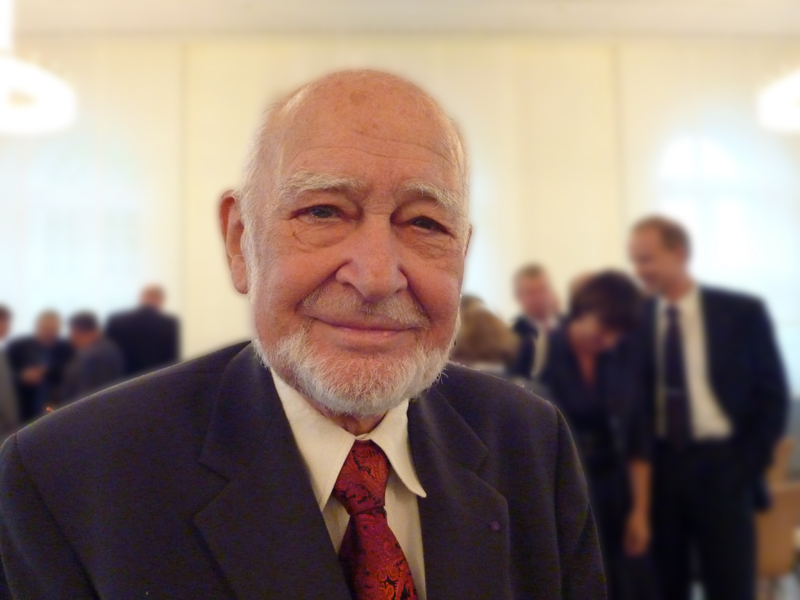
Anton Maria Keim

### Söhne und Töchter Hechtsheims
- Anton Maria Keim (1928–2016), ehemaliger Bürgermeister und Kulturdezernent der Stadt Mainz
- Separate, deutscher Rapper

### Persönlichkeiten, mit Hechtsheim verbunden
- Radsport-Weltmeister 2006 und 2007 und Deutsche Meister 2008 Thomas Abel und Christian Heß vom Radfahrer-Verein Hechtsheim[22]
- Birgit Zehe, rheinhessische Weinkönigin 1996/97 und deutsche Weinprinzessin 1997/98
- Mirjam Schneider, rheinhessische Weinprinzessin 2006/07
- Judit Zehe, rheinhessische Weinprinzessin 2008/09
- Alfred Schrick (1919–2007), Autor
- Markus Schächter (* 1949), ehemaliger Intendant des ZDF
- Dimo Wache (* 1973), ehemaliger Fußball-Bundesliga-Torwart des 1. FSV Mainz 05, lebt in Mainz-Hechtsheim
- Erwin Mosen (1932–2016), Steinbildhauer